# Власов, Александр Михайлович (фигурист)
Александр Михайлович Власов (род. 25 февраля 1955 года в Ленинграде) — советский фигурист выступавший в парном катании. В паре с Ириной Воробьёвой — неоднократный призёр чемпионатов СССР, Европы и мира. Чемпион СССР 1976 года. Заслуженный мастер спорта СССР. В сезоне 1979—1980 выступал с Жанной Ильиной.
К 1979 пара Ильина-Власов выполняла сложнейшие элементы мирового уровня — подкрутки тройной лутц и аксель в два с половиной оборота, и особенно выбросы — тройной риттбергер и аксель в два с половиной оборота. Однако острейшая конкуренция на внутрисоюзных соревнованиях не позволяла пробиться в сборную СССР.
В настоящее время — тренер.
Живёт и работает в США вместе с супругой Лаурой Амелиной. Среди его многочисленных учеников и дочь Юлия Власова, которая в паре с Дреу Мекинсом в 2006 году стала чемпионкой мира среди юниоров.

## Результаты выступлений
(с И. Воробьёвой)
| Соревнования                     | 1971—1972 | 1972—1973 | 1973—1974 | 1974—1975 | 1975—1976 | 1976—1977 |
| -------------------------------- | --------- | --------- | --------- | --------- | --------- | --------- |
| Зимние Олимпийские игры          |           |           |           |           | 4         |           |
| Чемпионаты мира                  |           |           | 6         | 4         | 3         | 2         |
| Чемпионаты Европы                |           |           |           |           | 3         | 2         |
| Чемпионаты СССР                  | 2         |           | 3         |           | 1         | 2         |
| Приз газеты «Московские новости» |           | 1         |           |           | 2         |           |

(с Жанной Ильиной)
| Соревнования                     | 1979—1980 |
| -------------------------------- | --------- |
| Приз газеты «Московские новости» | 3         |